# Cerkiew Świętej Trójcy w Wielkiej Sworotwie
Cerkiew Świętej Trójcy – prawosławna (dawniej greckokatolicka) cerkiew parafialna położona w Wielkiej Sworotwie na Białorusi, w dekanacie baranowickim eparchii pińskiej i łuninieckiej Egzarchatu Białoruskiego Patriarchatu Moskiewskiego.
Cerkiew znajduje się w centrum wsi.

## Architektura

### Wygląd zewnętrzny
- Cerkiew ma wyjątkową budowę, ponieważ została zbudowana na planie trójkąta.
- Budowla jest w stylu klasycystycznym, orientowana.
- Cerkiew zbudowano z brązowo-karmelowego kamienia i białej cegły. Budowla posiada ponad 10 półkolistych okien (otoczonych białymi obwódkami) oraz dwa wejścia (główne i boczne).
- Świątynię pokrywa dach namiotowy, zwieńczony drewnianą wieżą-dzwonnicą (koloru ciemnozielonego) z ostrosłupowym hełmem (koloru czarnego) i złoconym krzyżem. Pozostałe trzy krzyże znajdują się na narożnikach cerkwi. Dach wykonany został z czarnej blachy.

### Wnętrze
- W cerkwi mieści się współczesny 3-rzędowy ikonostas z bizantyjskimi ikonami, na górnej części ikonostasu znajduje się przyciągający uwagę wmontowany krzyż (część ikonostasu) z ikonami, szczególnie Świętej Trójcy w postaci aniołów.

## Galeria

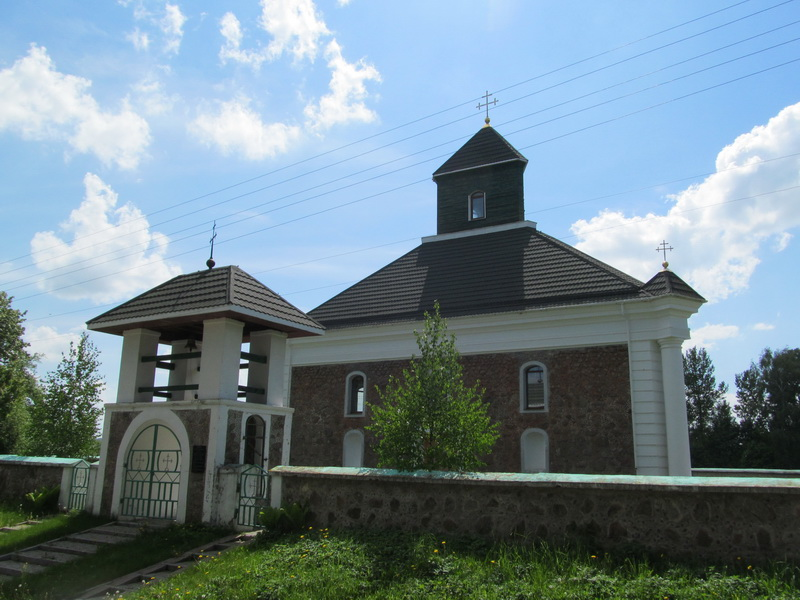
Cerkiew latem
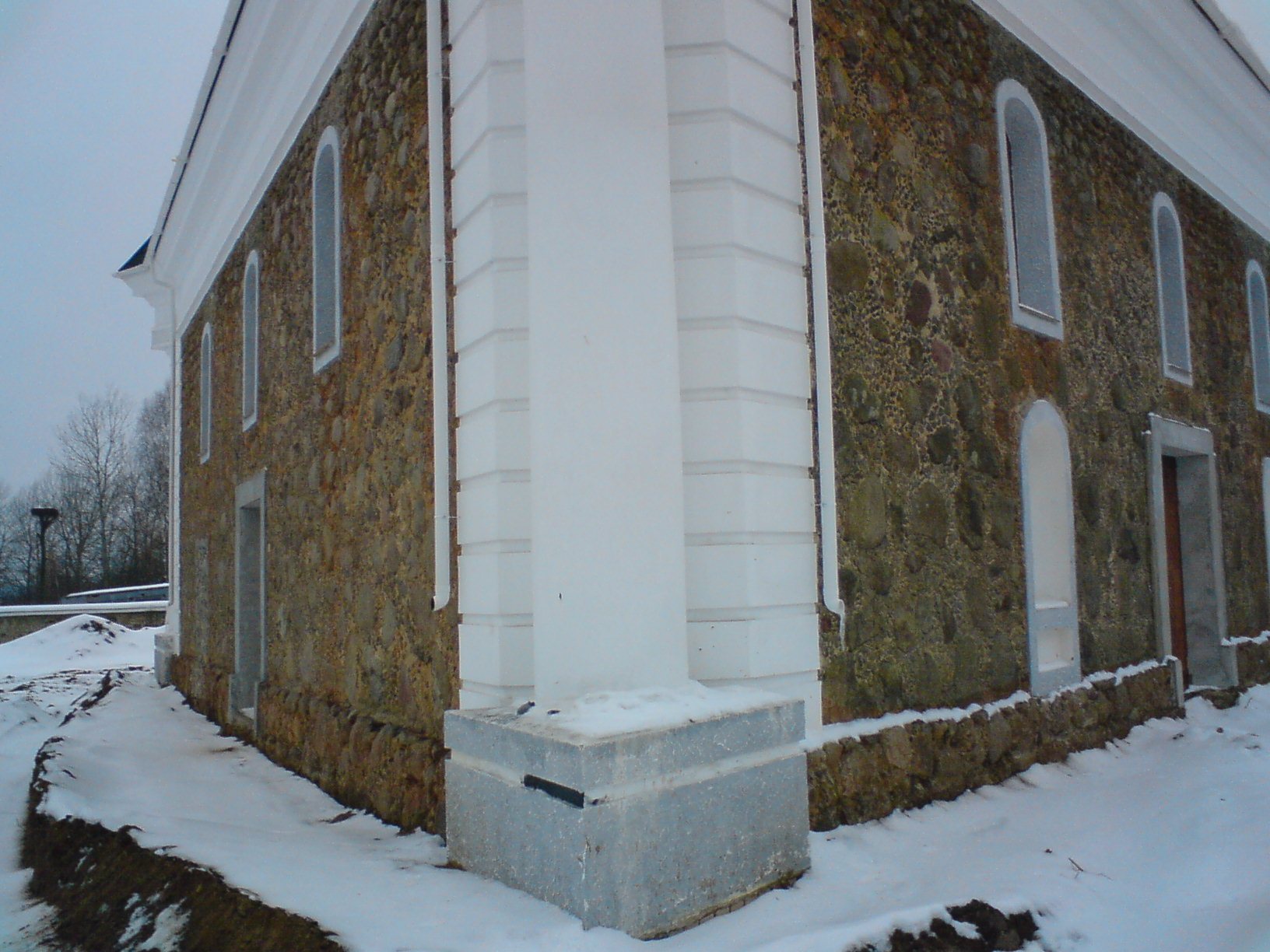
Bok świątyni